# 지옥의 특전대
《지옥의 특전대》(The Wild Geese)는 영국에서 제작된 앤드루 V. 맥래글런 감독의 1978년 전쟁, 액션 영화이다. 리처드 버턴 등이 주연으로 출연하였고 유언 로이드 등이 제작에 참여하였다.

## 출연

### 주연
- 리처드 버턴 - 앨런 포크너 대령 역
- 로저 무어 - 숀 핀 중위 역
- 리처드 해리스 - 레이퍼 잔더스 대위 역
- 하르디 크뤼거 - 피터르 쿠체이 중위 역
- 스튜어트 그레인저 - 에드워드 매터슨 경 역

### 조연
- 잭 웟슨 - 샌디 영 연대원사 역
- 프랭크 핀리 - 게이건 신부 역
- 케너스 그리피스 - 아서 위티 위생병 역
- 제프 코리 - Mr.마틴 역
- 배리 포스터 - 토머스 밸퍼 역
- 윈스턴 은트쇼나 - 줄리어스 림바니 대통령 역
- 로널드 프레이저 - 족 맥태거트 상사 역
- 존 카니 - 제시 블레이크 상사 역
- 데이비드 래드 - 서니 역
- 이언 율 - 토시 도널드슨 상사 역
- 패트릭 앨런 - 러슈턴 역
- 브룩 윌리엄스 - 새무얼스 역
- 퍼시 허버트 - 키이스 역
- 제인 힐턴 - Mrs.영 역
- 폴 스퍼리어 - 에밀 잔더스 역
- 패트릭 홀트 - 비행기 납치범 역

## 기타
- 원작자: 대니얼 카니
- 공동제작: 더글러스 네터
- 협력프로듀서: 크리스 크리사피스
- 미술: 시드 케인